# بریتا بالدوس
بریتا بالدوس (آلمانی: Brita Baldus؛ زادهٔ ۴ ژوئن ۱۹۶۵) شیرجه‌رو اهل آلمان بود.